# Armaniella curiosa
Armaniella curiosa är en myrart som beskrevs av Gennady M. Dlussky 1983. Armaniella curiosa ingår i släktet Armaniella och familjen myror. Inga underarter finns listade.